# رينو (براندنبورغ)
رينو (برندنبورغ) (بالألمانية: Rhinow) هي مدينة و بلدة ألمانية تقع في ألمانيا في براندنبورغ. يقدر عدد سكانها بـ 1,894 نسمة .